# Pleurotomella aculeola
Pleurotomella  aculeola é uma espécie de gastrópode do gênero Tasmadaphne, pertencente a família Raphitomidae.